# Halbwirbel
Als Halbwirbel (lateinisch Hemivertebra) bezeichnet man eine Entwicklungsstörung eines Wirbels, bei der ein Teil eines Wirbelkörpers nicht ausgebildet ist. Nach der Lokalisation des fehlenden Teils des Wirbelkörpers unterscheidet man seitliche (laterale), rückenseitige (dorsale) oder bauchseitige (ventrale) Halbwirbel. Bei einem Keilwirbel ist dagegen das betroffene Stück nur dysplastisch, also unvollständig ausgebildet. Halbwirbel können Ursache einer angeborenen, kongenitalen Skoliose oder Kyphose sein. 
Halbwirbel können im Rahmen von Syndromen auftreten wie beim Robinow-Syndrom.